# Palmarés da UAE Team ADQ
A equipa de ciclismo profissional dos Emirados Árabes Unidos UAE Team ADQ (e suas anteriores denominações) tem tido durante toda a sua história as seguintes vitórias:

## Alé Cipollini

### 2017

#### UCI WorldTour
| Datas         | Corridas                              | Vencedora         |
| 9 de junho    | 3.ª etapa do The Women's Tour         | Chloe Hosking     |
| 8 de julho    | 9.ª etapa do Giro d'Italia Feminino   | Marta Bastianelli |
| 19 de agosto  | 2.ª etapa do Ladies Tour da Noruega   | Chloe Hosking     |
| 3 de setembro | 6.ª etapa do Boels Rental Ladies Tour | Janneke Ensing    |

#### Calendário UCI Feminino
| Datas         | Corridas                                                                     | Vencedora         |
| 16 de janeiro | 3.ª etapa do Santos Women's Tour                                             | Chloe Hosking     |
| 12 de março   | Drentse Acht van Westerveld                                                  | Chloe Hosking     |
| 25 de abril   | GP della Liberazione PINK                                                    | Marta Bastianelli |
| 17 de maio    | 1.ª etapa da Emakumeen Euskal Bira                                           | Marta Bastianelli |
| 9 de setembro | 1.ª etapa do Premondiale Giro Toscana Int. Femminile-Memorial Michela Fanini | Janneke Ensing    |
| 1 de outubro  | Grande Prêmio Bruno Beghelli Feminino                                        | Marta Bastianelli |

#### Campeonatos nacionais
| Datas       | Corridas                          | Vencedora      |
| 25 de junho | Campeonato da Lituânia em Estrada | Daiva Tuslaite |

### 2018

#### UCI WorldTour
| Datas       | Corridas       | Vencedora         |
| 25 de março | Gante-Wevelgem | Marta Bastianelli |

#### Calendário UCI Feminino
| Datas           | Corridas                                                                     | Vencedora         |
| 14 de janeiro   | 4.ª etapa do Santos Women's Tour                                             | Chloe Hosking     |
| 27 de janeiro   | Cadel Evans Great Ocean Road Race                                            | Chloe Hosking     |
| 23 de fevereiro | 2.ª etapa da Setmana Ciclista Valenciana                                     | Marta Bastianelli |
| 27 de fevereiro | Le Samyn des Dames                                                           | Janneke Ensing    |
| 2 de abril      | Grande Prêmio de Dottignies                                                  | Marta Bastianelli |
| 11 de abril     | Flecha Brabanzona                                                            | Marta Bastianelli |
| 6 de maio       | Troféu Maarten Wynants                                                       | Marta Bastianelli |
| 22 de julho     | 3.ª etapa do BeNe Ladies Tour                                                | Marta Bastianelli |
| 8 de setembro   | 1.ª etapa do Premondiale Giro Toscana Int. Femminile-Memorial Michela Fanini | Marta Bastianelli |
| 9 de setembro   | 2.ª etapa do Premondiale Giro Toscana Int. Femminile-Memorial Michela Fanini | Soraya Paladin    |
| 9 de setembro   | Premondiale Giro Toscana Int. Femminile-Memorial Michela Fanini              | Soraya Paladin    |

#### Campeonatos nacionais
| Datas       | Corridas                                    | Vencedora      |
| 22 de junho | Campeonato da Lituânia Contrarrelógio (CRI) | Daiva Tuslaite |

#### Campeonatos Continentais
| Datas       | Corridas                      | Vencedora         |
| 5 de agosto | Campeonato Europeu em Estrada | Marta Bastianelli |

### 2019

#### UCI WorldTour
| Datas          | Corridas                                   | Vencedora     |
| 15 de setembro | 2.ª etapa da Madrid Challenge by La Vuelta | Chloe Hosking |
| 22 de outubro  | Tour de Guangxi Feminino                   | Chloe Hosking |

#### Calendário UCI Feminino
| Datas          | Corridas                                                                     | Vencedora        |
| 13 de janeiro  | 4.ª etapa do Santos Women's Tour                                             | Chloe Hosking    |
| 30 de janeiro  | 1.ª etapa do Womens Herald Sun Tour                                          | Chloe Hosking    |
| 16 de maio     | 1.ª etapa da Volta a Burgos                                                  | Karlijn Swinkels |
| 17 de maio     | 2.ª etapa da Volta a Burgos                                                  | Soraya Paladin   |
| 18 de maio     | 3.ª etapa da Volta a Burgos                                                  | Soraya Paladin   |
| 20 de julho    | 2.ªa etapa do BeNe Ladies Tour                                               | Jelena Erić      |
| 7 de setembro  | 1.ª etapa do Premondiale Giro Toscana Int. Femminile-Memorial Michela Fanini | Chloe Hosking    |
| 8 de setembro  | 2.ª etapa do Premondiale Giro Toscana Int. Femminile-Memorial Michela Fanini | Soraya Paladin   |
| 21 de setembro | 3.ª etapa do Giro delle Marche in Rosa                                       | Soraya Paladin   |
| 21 de setembro | Giro delle Marche in Rosa                                                    | Soraya Paladin   |

#### Campeonatos nacionais
| Datas       | Corridas                                  | Vencedora    |
| 27 de junho | Campeonato do Japão Contrarrelógio (CRI)  | Eri Yonamine |
| 28 de junho | Campeonato da Sérvia Contrarrelógio (CRI) | Jelena Erić  |
| 29 de junho | Campeonato do Japão em Estrada            | Eri Yonamine |
| 30 de junho | Campeonato da Sérvia em Estrada           | Jelena Erić  |

## Alé BTC Ljubljana

### 2020

#### Calendário UCI Feminino
| Datas          | Corridas                                                      | Vencedora         |
| 9 de fevereiro | Volta à Comunidade Valenciana femininas                       | Marta Bastianelli |
| 3 de setembro  | 1.ª etapa do Tour Cycliste Féminin International de l'Ardèche | Mavi García       |
| 4 de setembro  | 2.ª etapa do Tour Cycliste Féminin International de l'Ardèche | Mavi García       |
| 14 de outubro  | 1.ª etapa do Tour da Tailândia                                | Jutatip Maneephan |
| 15 de outubro  | 2.ª etapa do Tour da Tailândia                                | Jutatip Maneephan |
| 16 de outubro  | Tour da Tailândia                                             | Jutatip Maneephan |

#### Campeonatos nacionais
| Datas        | Corridas                                     | Vencedora         |
| 21 de junho  | Campeonato da Eslovénia em Estrada           | Urša Pintar       |
| 28 de junho  | Campeonato da Eslovénia Contrarrelógio (CRI) | Urška Žigart      |
| 21 de agosto | Campeonato da Espanha Contrarrelógio (CRI)   | Mavi García       |
| 22 de agosto | Campeonato da Tailândia em Estrada           | Jutatip Maneephan |
| 22 de agosto | Campeonato da Espanha em Estrada             | Mavi García       |

### 2021

#### UCI WorldTour Feminino
| Datas         | Corridas                                      | Vencedora          |
| 21 de maio    | 2.ª etapa da Volta a Burgos Féminas           | Anastasia Chursina |
| 26 de agosto  | 2.ª etapa do Simac Ladies Tour (CRI)          | Marlen Reusser     |
| 2 de setembro | 1.ª etapa da Ceratizit Challenge by La Vuelta | Marlen Reusser     |
| 4 de outubro  | 1.ª etapa do The Women's Tour                 | Marta Bastianelli  |

#### UCI ProSeries
| Datas        | Corridas       | Vencedora   |
| 2 de outubro | Giro de Emília | Mavi García |

#### Calendário UCI Feminino
| Datas          | Corridas                                                      | Vencedora          |
| 6 de junho     | 2.ª etapa da Volta à Suíça                                    | Marta Bastianelli  |
| 4 de julho     | Grande Prêmio Kahramanmaraş                                   | Anastasia Chursina |
| 14 de agosto   | La Périgord Ladies                                            | Marta Bastianelli  |
| 12 de setembro | 5.ª etapa do Tour Cycliste Féminin International de l'Ardèche | Marta Bastianelli  |
| 17 de outubro  | Chrono des Nations (CRI)                                      | Marlen Reusser     |

#### Campeonatos nacionais
| Datas       | Corridas                                     | Vencedora      |
| 16 de junho | Campeonato da Suíça Contrarrelógio (CRI)     | Marlen Reusser |
| 17 de junho | Campeonato da Eslovénia Contrarrelógio (CRI) | Eugenia Bujak  |
| 18 de junho | Campeonato da Espanha Contrarrelógio (CRI)   | Mavi García    |
| 19 de junho | Campeonato da Espanha em Estrada             | Mavi García    |
| 20 de junho | Campeonato da Suíça em Estrada               | Marlen Reusser |
| 20 de junho | Campeonato da Eslovénia em Estrada           | Eugenia Bujak  |

#### Campeonatos continentais
| Datas         | Corridas                                | Vencedora      |
| 9 de setembro | Campeonato Europeu Contrarrelógio (CRI) | Marlen Reusser |

## UAE Team ADQ

### 2022

#### UCI WorldTour Feminino
| Datas        | Corridas                            | Vencedora   |
| 21 de maio   | 3.ª etapa da Volta a Burgos Féminas | Mavi García |
| 27 de agosto | Grande Prêmio de Plouay             | Mavi García |

#### UCI ProSeries
| Datas       | Corridas                          | Vencedora         |
| 30 de abril | 1.ª etapa do Festival Elsy Jacobs | Marta Bastianelli |
| 1 de maio   | Festival Elsy Jacobs              | Marta Bastianelli |

#### Calendário UCI Feminino
| Datas           | Corridas                                 | Vencedora         |
| 6 de fevereiro  | Volta à Comunidade Valenciana femininas  | Marta Bastianelli |
| 20 de fevereiro | 4.ª etapa da Setmana Ciclista Valenciana | Marta Bastianelli |
| 27 de fevereiro | Omloop van het Hageland                  | Marta Bastianelli |
| 6 de março      | Troféu Oro in Euro                       | Sofia Bertizzolo  |
| 23 de abril     | Omloop van Borsele                       | Maaike Boogaard   |
| 3 de maio       | 1.ª etapa do Tour de Bretanha            | Marta Bastianelli |
| 4 de maio       | 2.ª etapa do Tour de Bretanha            | Marta Bastianelli |
| 5 de maio       | 3.ª etapa do Tour de Bretanha (CRI)      | Alena Ivanchenko  |

#### Campeonatos nacionais
| Datas       | Corridas                                                   | Vencedora       |
| 6 de março  | Campeonato dos Emirados Árabes Unidos Contrarrelógio (CRI) | Safia al Sayegh |
| 13 de março | Campeonato dos Emirados Árabes Unidos em Estrada           | Safia al Sayegh |
| 24 de junho | Campeonato da Espanha Contrarrelógio (CRI)                 | Mavi García     |
| 25 de junho | Campeonato da Espanha em Estrada                           | Mavi García     |
| 26 de junho | Campeonato da Eslovénia em Estrada                         | Eugenia Bujak   |